# 新耳袋
『新耳袋』（しんみみぶくろ）は、現代の怪談・怪異譚を百物語形式で収載した書物である。

## 概要
木原浩勝と中山市朗の二人が膨大な取材と怪異の経験者への直接的な裏づけ調査を元に、体験者のプライバシーを意図的に秘匿してリライトしたものとされているが、本作を原作とした映像化作品として作中にて登場人物が事実上全員死亡する話（例：劇場版 怪談新耳袋 異形 収録 第2話「赤い人」）も含まれるなど、そもそも情報提供行為が不可能である（情報提供出来る怪異現象体験者が存在し得ない）と疑われる作品も幾つか含まれる。テレビドラマ・劇場版『怪談新耳袋』、および『怖い日曜日』シリーズの原作でもある。また伊藤潤二による漫画化もされている。
木原は大学時代に中山の下宿に泊まりこんだ時に三日三晩怪談をやったのが面白くメモを取り始めたのがきっかけであったと証言している。タイトルは江戸時代に南町奉行を務めた旗本・根岸肥前守鎮衛の随筆『耳嚢』に由来し、その志を受け継ぐという意図から名付けられた。
1990年に扶桑社より『新・耳・袋 - あなたの隣の怖い話』として出版されたが絶版となり、その後1998年にメディアファクトリーより『現代百物語「新耳袋」第一夜』として再版がスタートした。
扶桑社版では本当に100話を収録していたが、メディアファクトリー版の『～第一夜』を出版する際「お寺の大天狗その一・その二」を一話にまとめ第七章狐狸妖怪を見たという十三の話を十二の話に変更し、内容はそのままに話数を99話として発行した。
2010年8月にオリオンから『新耳袋ラムネ』が発売された。このラムネのパッケージの一部がミニブック（二枚に折り込んであるだけであるが）になっており、切り離すと本シリーズから抜粋した怪談が一話収録されている。

## 出版物
- 新・耳・袋-あなたの隣の怖い話  1990年 扶桑社　ISBN 4-59-400629-9

- 現代百物語「新耳袋」第一夜　1998年 メディアファクトリー ISBN 4-88-991548-6
  - 文庫版 「新耳袋」第一夜 ― 現代百物語 2002年 角川文庫 ISBN 4-04-365301-8
- 現代百物語「新耳袋」第二夜　1998年 メディアファクトリー ISBN 4-88-991549-4
  - 文庫版 「新耳袋」第二夜 ― 現代百物語 2002年 角川文庫 ISBN 4-04-365302-6
- 現代百物語「新耳袋」第三夜　1999年 メディアファクトリー ISBN 4-88-991641-5
  - 文庫版 「新耳袋」第三夜 ― 現代百物語 2003年 角川文庫 ISBN 4-04-365303-4
- 現代百物語「新耳袋」第四夜　1999年 メディアファクトリー ISBN 4-88-991895-7
  - 文庫版 「新耳袋」第四夜 ― 現代百物語 2003年 角川文庫 ISBN 4-04-365304-2
- 現代百物語「新耳袋」第五夜　2004年 メディアファクトリー ISBN 4-84-010090-X
  - 文庫版 「新耳袋」第五夜 ― 現代百物語 2004年 角川文庫 ISBN 4-04-365305-0
- 現代百物語「新耳袋」第六夜　2001年 メディアファクトリー ISBN 4-84-010290-2
  - 文庫版 「新耳袋」第六夜 ― 現代百物語 2004年 角川文庫 ISBN 4-04-365306-9
- 現代百物語「新耳袋」第七夜　2002年 メディアファクトリー ISBN 4-84-010588-X
  - 文庫版 「新耳袋」第七夜 ― 現代百物語 2005年 角川文庫 ISBN 4-04-365307-7
- 現代百物語「新耳袋」第八夜　2003年 メディアファクトリー ISBN 4-84-010794-7
  - 文庫版 「新耳袋」第八夜 ― 現代百物語 2006年 角川文庫 ISBN 4-04-365308-5
- 現代百物語「新耳袋」第九夜　2004年 メディアファクトリー ISBN 4-84-011113-8
  - 文庫版 「新耳袋」第九夜 ― 現代百物語 2007年 角川文庫 ISBN  4-04-365309-3
- 現代百物語「新耳袋」第十夜　2005年 メディアファクトリー ISBN 4-84-011281-9
  - 文庫版 「新耳袋」第十夜 ― 現代百物語 2008年 角川文庫 ISBN  4-04-365310-7

- 新耳袋コレクション(ダ・ヴィンチブックス) 2006年 メディアファクトリ－　(恩田陸 編)ISBN 4-84-011570-2
- 怪談新耳袋ノブヒロさん(ダ・ヴィンチブックス) 2006年 メディアファクトリ－　(加藤淳也 著)ISBN 4-84-011550-8

- 怖い日曜日-新耳袋特別編集 1998年 メディアファクトリー ISBN 4-88-991918-X

- 新耳袋殴り込み 突撃!現代百物語 2007年 ISBN 978-4-86248-178-8（ギンティ小林によって書かれたもので挿絵はヒロモト森一。）

## 漫画作品
- 闇に棲む音（漫画：佐伯かよの他）2001年 メディアファクトリー〈MF文庫〉 ISBN 4-84-010319-4
- エレベーターの闇（漫画：永久保貴一他）2002年 メディアファクトリー〈MF文庫〉  ISBN 4-84-010592-8
- ある夏の日の…（漫画：佐伯かよの他）2003年 メディアファクトリー〈MF文庫〉  ISBN 4-84-010799-8
- 来訪者…（漫画：ささやななえこ他）2004年 メディアファクトリー 〈MF文庫〉  ISBN 4-84-011120-0
- 面影（漫画：佐伯かよの他）2005年 メディアファクトリー〈MF文庫〉  ISBN 4-84-011285-1
- 家（漫画：有吉京子他）2006年 メディアファクトリー〈MF文庫〉  ISBN 4-8401-1562-1
- 怪談百物語新耳袋 赤い絨毯（漫画：佐伯かよの）2006年 メディアファクトリー〈MFコミックス〉  ISBN 4-8401-1606-7
- さびしそうな犬（漫画：佐伯かよの他）2007年 メディアファクトリー〈MF文庫〉  ISBN 978-4-8401-1884-2

- 怪談百物語 新耳袋 第一夜 幽霊屋敷と呼ばれる家（漫画：千之ナイフ他）2013年 ホームコミックス
- 怪談百物語 新耳袋 第二夜 八甲田山の怪（漫画：加藤礼次朗他）2013年 ホームコミックス
- 怪談百物語 新耳袋 第三夜 黒百足・壁を叩く音（漫画：鯛夢他）2014年 ホームコミックス
- 怪談百物語 新耳袋 第四夜 山の牧場（漫画：鯛夢他）2014年 ホームコミックス
- 怪談百物語 新耳袋 第五夜 うしおんな─くだん （漫画：萩原玲二）2015年 ホームコミックス

またこれとは別に竹書房が発行する漫画雑誌『サムケ』Vol.1に「2階」と「乗客」の漫画化作品が掲載されている。作画はそれぞれ藤堂裕と田邊剛。
2012年からはホーム社の季刊漫画雑誌『コミック特盛』の看板連載となり、雑誌名の副題にもなったほか上記のように単行本化されている（2014年4月発売の春号より『新耳袋 アトモス』）。

## その他
- PSPソフト 『実話怪談「新耳袋」 一ノ章』 （2005年：メトロ）